# Стоянка Усть-Бельская
Стоянки и могильник Усть-Бельские — группа памятников культурно-археологического наследия (выявленный объект археологического наследия),., расположенная в Анадырском районе Чукотского автономного округа, при впадении реки Белая в Анадырь, не далеко от села Усть-Белая. Объект включает в себя неолитические стоянки и разновремённый могильник VIII—IX века до н. э.

## Описание
В группу памятников входит:
Усть-Белая I — неолитическая стоянка, расположенная на увалах к юго-западу от современного посёлка Усть-Белая;
Усть-Белая II — неолитическая стоянка, расположенная на скалистом мысе правого берега реки вниз по течению от посёлка;
Усть-Белая — разновремённый могильник, находится на вершине Усть-Бельской сопки. Памятник смешанный, сочетает в себе остатки нескольких культурно-исторических этапов, состоит из 15 низких и плоских курганов диаметром 3-12 м и −3-х ям.

## История
Стоянки и могильник открыты советским и российским учёным-археологом, Николаем Диковым в ходе экспедиций Чукотского окружного краеведческого музея, директором которого Диков был с 1955 по 1960 год. Целью экспедиций был поиск источников дающих ответ на вопрос о времени заселения Чукотки и о культуре ее поселенцев.
В 1956 году обнаружена неолитическая стоянка (Усть-Белая I), где Диковым были собраны следы человеческой деятельности — каменные отщепы. В 1957 году на полянах в тонком поверхностном слое (стоянка — Усть-Белая II) были обнаружены каменные ножевидные пластины, обломок концевой костяной накладки на лук, обломки глиняной посуды с оттисками ткани на внешней поверхности. Могильник обнаружен Диковым в 1957 году и полностью раскопан в полевые сезоны 1958, 1959 и 1963 года.

## Научные работы, проведённые на памятнике и их итоги
С 1956 по 1959 гг. Николаем Диковым была проведена сплошная разведка побережья северо-восточной части Чукотского полуострова и внутриконтинентальных районов Центральной Чукотки. Среди выявленых, раскопаных и изученых памятников каменного века были исследованы и Усть-Бельские стоянки. В ходе научных работ были найдены и исследованы человеческие кости частично с признаками трупосожжений, многочисленный погребальный инвентарь. В одном из курганов (№ 8) найдено 4 хорошо сохранившихся скелета, лежащих на разных уровнях, один под другим. В данной могиле обнаружены: мелкие бусинки из раковин, предположительно остатки украшений шапки погребённого; бороздчатые обломки глиняного горшка, в который клали пищу для «души» умершего; много каменных (кремнёвых, обсидиановых и халцедоновых) изделий (скребков, наконечников, ножевижных пластин, резцов). Яркие пятна охры возле черепа и на рёбрах грудной клетки одного из останков, очевидно, свидетельствуют о ритуалах связанных с магической заменой «огня» в крови. Эти находки и восстановленный по ним погребальный ритуал, подтверждают, что население Чукотской тундры в I тысячелетии до н. э. находилось в контакте с населением Сибири и Северной Якутии.
Среди находок кургана № 8, впервые на Чукотке, было найдено бронзовое изделие — маленькое четырёхгранное шило. Разнородность материальных остатков, в том числе разнообразие керамики, позволили учёным сделать вывод, что до сооружения курганов здесь находилась охотничья стоянка или мастерская, ибо на поверхности среди курганов много каменных отщепов, орудий.
Раскопки Усть-Бельского могильника дали уникальный антропологический материал, позволивший реконструировать облик древнейшего населения внутриконтинентальной Чукотки. Были намечены контуры, а позже выделены внутриконтинентальные культуры Чукотки.
В настоящее время научным сотрудником Северо-Восточного комплексного научно-исследовательского института, Алисой Зеленской ведутся научные работы, объектом которых служит Усть-Бельская стоянка. Главным вопросом исследований, автор ставит всесторонний анализ материалов Усть-Бельского могильника для понимания этнических процессов, происходивших на Крайнем Северо-Востоке в позднем голоцене.Магаданская правда. 09 сентября 2019 г.